# Friends, fins al final (llibre)
Friends. Fins al final: tots els deu anys és el llibre oficial de Friends, un dels sitcoms més exitosos del món. Inclou entrevistes exclusives als sis principals membres del repartiment, la història completa de les deu temporades i una secció especial del capítol final. Va ser escrit per l'autor nord-americà David Wild i va ser publicat el maig del 2004 per Headline Book Publishing.